# الکس آنتونیش
 الکس آنتونیش (انگلیسی: Alex Antonitsch؛ زاده ۸ فوریهٔ ۱۹۶۶) یک تنیس‌باز اهل اتریش است. 